# Kustavi
Kustavi (en sueco: Gustavs), es una isla y municipalidad, ubicada en la subregión de Vakka-Suomi, en la región de Finlandia Propia. En 2013, Kustavi tenía una población de 892 habitantes. La municipalidad se compone de la isla y otras 2000 islas pequeñas.